# حمام سرهنگ
حمام سرهنگ مربوط به اواخر دوره قاجار است و در تبریز، خیابان امام خمینی، کوچه میدان قطب واقع شده و این اثر در تاریخ ۱۲ بهمن ۱۳۸۱ با شمارهٔ ثبت ۷۳۵۷ به‌عنوان یکی از آثار ملی ایران به ثبت رسیده است.